# Geli Albaladejo
Geli Albaladejo (San Pedro del Pinatar, 5 de octubre de 1966-San Pedro del Pinatar, 14 de octubre de 2021) fue una actriz y directora de casting española.

## Biografía
Abandonó sus estudios de Geografía en la Universidad de Murcia para trasladarse a Madrid, donde comenzó a hacer cine junto a Miguel Albaladejo, con quien dirigió en 1994 el cortometraje Sangre ciega, nominado al Goya. Más tarde participaría como actriz en muchas de sus películas, entre ellas Manolito Gafotas (1999), Ataque verbal (2000), El cielo abierto (2001) o Rencor (2002).
En teatro ha actuado en las producciones La señorita de Trévelez, dirigida por Tomás Gayo, El adefesio, de Nieves Gámez o La tía de Carlos de Julio Escalada.
Durante sus últimos años compaginó su carrera como actriz con la de directora de casting en cine y televisión.
En 2014, le diagnosticaron un cáncer de pulmón. Seis años después, en plena pandemia del COVID-19 sufrió una grave recaída, y murió el 14 de octubre de 2021.
En 2024 se nombra al auditorio de su ciudad natal, San Pedro del Pinatar, con su nombre en honor póstumo.

## Cine
- Las aventuras de Moriana (2015) - como Pruden
- Gente de fiesta (2012) - como Yosi
- Nacidas para sufrir (2009) - como Concejala
- Volando voy (2006) - como Doña Aurelia
- Fin de curso (2005) - como Rosa
- La caja 507 (2002) - como Empleada alquiler de coches
- 20 centímetros (2002) - como Funcionaria
- Rencor (2002) - como Maribel
- El otro lado de la cama (2002) - como Maestra
- Piedras (2002) - como Araceli
- El cielo abierto (2001) - como Carola
- Manolito Gafotas (1999) - como Agente Benítez
- Ataque verbal (1999) - como Milagros
- La primera noche de mi vida (1998) - como Benítez
- Retrato de mujer con hombre al fondo (1997)

### Cortometrajes
- Everything (You say) I am (2014), de Guillermo Florence
- Crisis (2011), de Rosa Márquez - Como Tere
- Burocracia (2010), de Rosa Márquez
- Muñecas (2009), de Rosa Márquez
- Teki (2006), de Alberto Esteban
- Contratiempos (2005), de Antonio Gómez-Olea - Como mujer policía
- El examinador (2005), de José Antonio Pajares - Como Carmen
- Sangre ciega (1994) de Miguel Albaladejo y Geli Albaladejo - Nominado al Goya mejor cortometraje de ficción.

### Series de televisión
- Ana y los siete (2002-2003) - como Psicóloga
- Hospital Central (2002) - como Marina
- Vive cantando (2013-2014) - como Geli
- La que se avecina (2013) - como Gema
- Carmina (2012)

### Teatro
- Entremeses, de Lope de Rueda, dirigida por Francisco Avellán.
- La tía de Carlos, dirigida por Tomás Gayo y Julio Escalada.
- El adefesio, de Rafael Alberti, dirigida por Nieves Gámez.
- La señorita de Trevélez, dirigida por Tomás Gayo y Mariano de Paco.
- La noche de la iguana, de Tennessee Williams, dirigida por María Ruiz.